# Sebastijan Kovačič
Sebastijan Kovačič je kemik, ki deluje na Kemijskem inštitutu. Svojo kariero je začel v koloidni in polimerni kemiji, v Gradcu pa se je preusmeril v sintezo materiala. Danes deluje na področju organske, koloidne in polimerne kemije, ukvarja pa se tudi s sintezo visoko poroznih hidrofilnih in hidrofobnih pen ter z razvojem poroznih hidrogelov z visokoabsorbcijskimi sposobnostmi. Rezultat njegovih raziskav z aplikativno vrednostjo sta dva evropska patenta in patentna prijava v ZDA. 

## Šolanje in delovanje
Sebastijan Kovačič je leta 2005 diplomiral na Pedagoški fakulteti Univerze v Mariboru iz smeri kemija in biologija. Leta 2010 je doktoriral na Fakulteti za kemijo in kemijsko tehnologijo v Mariboru. V letih 2011 in 2012 je delal s profesorjem Christianom Slugovcem z Univerze za tehnologijo v Gradcu in sodeloval z Inštitutom za kemijo in kemijsko tehnologijo materialov (ICTM), v okviru programa Oblikovanje, razvoj, uporaba in komercializacija katalizatorjev olefinskih metafez. V obdobju od novembra 2012 do maja 2013 je bil zaposlen v podjetju Varta Micro Innovation GmbH v Gradcu, kjer je deloval kot znanstveni sodelavec v okviru projekta Porozni ogljikovi materiali za uporabo za shranjevanje energije. Med junijem in decembrom 2013 je deloval kot znanstveni sodelavec v polimernem kompetenčnem centru Leoben GmbH v okviru projekta Organske baterije. Leta 2014 je deloval kot znanstveni sodelavec v Laboratoriju za polimerno kemijo in tehnologijo v Državnem inštitutu za kemijo. Istega leta je postal tudi docent za kemijo na Fakulteti za kemijo in kemijsko tehnologijo na Univerzi v Mariboru in postal predavatelj okoljske kemije na dodiplomskem študiju na Naravoslovno-matematični fakulteti Univerze v Mariboru.

## Nagrade in štipendije
Leta 2009 je postal štipendist Ad-futura iz slovenskega kadrovskega razvoja in prejel štipendijo za izmenjavo za 6 mesecev na tehnološki univerzi v Gradcu, na Inštitutu za kemijo in tehnologijo organskih materialov. 
Leta 2011 je prejel svojo prvo nagrado za doktorsko disertacijo, ki jo je ustanovila industrija – Henkel Slovenija. 

## Področja
Sebastijan Kovačič deluje na številnih področjih polimerne, organske in koloidne kemije. Njegovo delo je usmerjeno predvsem na pripravo in stabilizacijo:
- Stabilizirane notranje fazne emulzije vode v olju in olje v vodi z visokimi površinami
- Emulzije vode v olju in olje v vodi stabilizirane z nanodelci
- Polimerizacija metatez ob odprtju obroča
- Prostoradikalne polimericacije
- Redoks polimerizacija
- Organska sinteza v trdni fazi
- Pretočne nastavitve
- Porozne anorganske pene
- Makroporozne membrane

## Dela
- Reaktivni supergeli za odstranjevanje težkih kovin iz tal: končno poročilo o doseženih ciljih: projektno delo z negospodarstvom in neprofitnim sektorjem- študentski inovativni projekti za družbeno korist 2016-2020 za študijski leti 2018/2019 in 2019/2020 (RAZISKOVALNO POROČILO)
- Korozijsko obnašanje nerjavnega jekla X23Cr13 v vodnih raztopinah žveplove(VI) kisline: diplomsko delo (DIPLOMA)
- Superabsorbent polymeric structures: certificate of patent IL 245656 (A), 2018-05-29 (PATENT)
- Hybrid polyhipe materials: PhD thesis (DISERTACIJA)
- Monolitni polimerni kolonski nosilci za organske sinteze pod pretočnimi pogoji (PRISPEVEK NA KONFERENCI)
- Vpliv Ce3+ na korozijsko hitrost nerjavnega jekla v raztopinah žveplove (VI) kisline (PRISPEVEK NA KONFERENCI)
- Hydrogels through emulsion templating: sequential polymerization and double networks (ČLANEK)
- Superabsorbent, high porosity, PAMPS-based hydrogels through emulsion templating (ČLANEK)
- Composite polyHIPE Ph responsive materials (PRISPEVEK NA KONFERENCI)